# Mount Bool
Mount Bool är ett berg i Antarktis. Det ligger i Östantarktis. Australien gör anspråk på området. Toppen på Mount Bool är 1 744 meter över havet.
Terrängen runt Mount Bool är huvudsakligen lite kuperad. Trakten är obefolkad. Det finns inga samhällen i närheten.